# رودلف میترگر
رودلف میترگر (آلمانی: Rudolf Mitteregger؛ زادهٔ ۲۷ نوامبر ۱۹۴۴) دوچرخه‌سوار اهل اتریش است.